# Euphyia transversa
Euphyia transversa är en fjärilsart som beskrevs av Bytinsky-salz 1937. Euphyia transversa ingår i släktet Euphyia och familjen mätare. Inga underarter finns listade i Catalogue of Life.